# Mirror (堂本光一專輯)
《mirror》為堂本光一在2006年9月13日發行的個人名義專輯。由傑尼斯娛樂發行。

## 解說
雙A面單曲〈Deep in your heart/+MILLION but -LOVE〉的兩首歌也收錄其中，為最初的個人名義專輯。
以KinKiKids名義製作的個人曲幾乎都有進行作詞、作曲。而包括出道單曲在內，此作品的作曲也全由堂本光一本人負責。
使用管弦樂團或法國號作為背景音樂的曲子受人注目，另一方面也製作了以鋼琴為中心構成之平穩的樂曲或以電吉他為基調的曲目。
混音（Track down）部分也全面參與製作，並且進行全部曲目的合音。
初回版歌詞卡的照片以外，還附錄全72頁藝術寫真集。此寫真集的內容為符合各收錄曲的印象照片。普通版的CD則是封面不同，並且將收錄在近畿小子的第五張專輯《E album》的個人曲〈-so young blues-〉重新編成2006版，作為追加曲（Bonus track）收錄。
初回版的CD封面照片本人未入鏡。
繼單曲之後在Oricon排行榜初登場就獲得第一名。而專輯，從同時為堂本光一本人主演的舞台劇原聲帶《KOICHI DOMOTO Endless SHOCK Original Sound Track》連續兩個作品獲得Oricon排行榜第一名。

## 收錄曲
1. 愛的十字架～Promise 2U～
（作詞：Satomi　作曲：堂本光一　編曲：石塚知生　合音編曲：佐佐木久美）
2. Deep in your heart
（作詞：白井裕紀、新美香　作曲：堂本光一　編曲：ha-j）
出道單曲。
3. One more XXX...
（作詞：白井裕紀、新美香　作曲：堂本光一　編曲：石塚知生）
4. SNAKE
（作詞：久保田洋司　作曲：堂本光一　編曲：石塚知生）
5. 下弦月
（作詞：白井裕紀、新 美香　作曲：堂本光一　編曲：ha-j　弦樂編曲：佐藤泰將）
雖不是單曲，但也製作了音樂錄影帶，並使用在本作的電視廣告中。
6. Take me to...
（作詞：白井裕紀、新美香　作曲：堂本光一　編曲：船山基紀　合音編曲：佐佐木久美）
7. Spica
（作詞：久保田洋司　作曲：堂本光一　編曲：CHOKKAKU　合音編曲：岩田雅之）
8. Shadows On The Floor
（作詞：久保田洋司　作曲：堂本光一　編曲：石塚知生）
9. 天鵝絨之雨
（作詞：淺田信一　作曲：堂本光一　編曲：ha-j）
10. Addicted
（作詞：白井裕紀、新美香　作曲：堂本光一　編曲：岩田雅之）
11. 追憶之雨
（作詞：Satomi　作曲：堂本光一　編曲：佐藤泰將）
12. +MILLION but -LOVE
（作詞：白井裕紀、新美香　作曲：堂本光一　編曲：鈴木雅也　銅管樂器編曲：山本拓夫）
13. -so young blues- 2006
（作詞：松岡充　作曲：堂本光一　編曲：吉田建）

收錄在普通版。和《堂本兄弟樂隊》第一次演唱會時演奏的編曲相似。（本人談）